# Muntanyesa de primavera
La muntanyesa de primavera o erèbia de primavera (Erebia epistygne) és una espècie de lepidòpter papilionoïdeu de la família dels nimfàlids (Nymphalidae) present als Països Catalans.

## Distribució
Només es troba a Espanya i França. A Espanya habita als Monts Universals, Serranía de Cuenca, Serra de Javalambre, Serra de Caldereros, Serra de Guadalajara i Catalunya (molt escassa i local); a França viu al sud-oest de les Cevenes i Provença.

## Hàbitat
Clarianes rocalloses i herboses en boscos oberts. L'eruga s'alimenta de Festuca ovina.

## Període de vol i hibernació
Vola en una sola generació entre finals de març i finals de maig, depenent de la temporada. Encara no es coneix en quin estadi hiberna.

## Conservació
Les poblacions franceses han perdut entre un 6% i un 30% dels individus; es tracta d'una espècie en retrocés. Les seves principals amenaces són la desaparició dels prats seminaturals i el canvi climàtic.